# Okayama (prefektura)
Okayama (japanski: kanji 岡山県, romaji: Okayama-ken) je prefektura u današnjem Japanu. 
Nalazi se na južnoj obali južnog dijela otoka Honshūa, prostirući se u unutrašnjost. Nalazi se u chihōu Chūgokuu.
Glavni je grad Okayama.
Organizirana je u 10 okruga i 27 općina. ISO kod za ovu pokrajinu je JP-33.
1. siječnja 2012. u ovoj je prefekturi živjelo 1,940.411 stanovnika.
Simboli ove prefekture su cvijet kruške (Prunus persica var. vulgaris), drvo japanskog crvenog bora (Pinus densiflora), ptica mala kukavica (Cuculus poliocephalus).